# Campeonato Mundial de Ginástica Artística de 1993
O XXVIII Campeonato Mundial de Ginástica Artística transcorreu entre os dia 12 e 18 de abril de 1993, na cidade de Birmingham, Reino Unido.
Esta edição, como a anterior, não contou com a disputa por equipes. Foram apenas as finais individuais gerais e por aparelhos.

## Eventos
- Individual geral masculino
- Solo masculino
- Barra fixa
- Barras paralelas
- Cavalo com alças
- Argolas
- Salto sobre a mesa masculino
- Individual geral feminino
- Trave
- Solo feminino
- Barras assimétricas
- Salto sobre a mesa feminino

## Medalhistas
Masculino
| Evento           | Ouro                                     | Prata                                                               | Bronze                                |
| Individual geral | Vitaly Scherbo · Bielorrússia · (56,174) | Sergei Kharkov · Rússia · (55,625)                                  | Andreas Wecker · Alemanha · (55,450)  |
| Salto            | Vitaly Scherbo · Bielorrússia · (9,612)  | Feng Chih Chang · Taipé Chinesa · (9,487)                           | You Ok Youl Coreia do Sul (9,418)     |
| Solo             | Grigory Misutin · Ucrânia · (9,400)      | Neil Thomas · Reino Unido · Vitaly Scherbo · Bielorrússia · (9,350) | nenhum                                |
| Cavalo com alças | Pae Gil Su Coreia do Sul (9,750)         | Andreas Wecker · Alemanha · (9,425)                                 | Karoly Schupkegel · Hungria · (9,400) |
| Barras paralelas | Vitaly Scherbo · Bielorrússia · (9,600)  | Igor Korobchinsky · Ucrânia · (9,525)                               | Valery Belenky · Azerbaijão · (9,475) |
| Argolas          | Juri Chechi · Itália · (9,625)           | Andreas Wecker · Alemanha · (9,575)                                 | Ivan Ivankov · Bielorrússia · (9,500) |
| Barra fixa       | Sergei Kharkov · Rússia · (9,450)        | Marius Gherman · Roménia · (9,375)                                  | Zoltan Supola · Hungria · (9,350)     |

Feminino
| Evento              | Ouro                                       | Prata                                      | Bronze                                     |
| Individual geral    | Shannon Miller · Estados Unidos · (39,062) | Gina Gogean · Roménia · (39,055)           | Tatiana Lysenko · Ucrânia · (39,011)       |
| Salto               | Elena Piskun · Bielorrússia · (9,762)      | Lavinia Milosovici · Roménia · (9,737)     | Oksana Chusovitina · Uzbequistão · (9,718) |
| Solo                | Shannon Miller · Estados Unidos · (9,787)  | Gina Gogean · Roménia · (9,737)            | Natalia Bobrova · Rússia · (9,712)         |
| Trave               | Lavinia Milosovici · Roménia · (9,850)     | Dominique Dawes · Estados Unidos · (9,725) | Gina Gogean · Roménia · (9,650)            |
| Barras assimétricas | Shannon Miller · Estados Unidos · (9,887)  | Dominique Dawes · Estados Unidos · (9,800) | Andreea Cacovean · Roménia · (9,737)       |

## Quadro de medalhas
| Ordem | País            | Medalha de ouro | Medalha de prata | Medalha de bronze |    |
| ----- | --------------- | --------------- | ---------------- | ----------------- | -- |
| 1     | Bielorrússia    | 4               | 1                | 1                 | 6  |
| 2     | Estados Unidos  | 3               | 2                |                   | 5  |
| 3     | Roménia         | 1               | 4                | 2                 | 7  |
| 4     | Rússia          | 1               | 1                | 1                 | 3  |
| 5     | Coreia do Norte | 1               |                  |                   | 1  |
| 5     | Itália          | 1               |                  |                   | 1  |
| 7     | Alemanha        |                 | 2                | 1                 | 3  |
| 8     | Ucrânia         |                 | 1                | 1                 | 2  |
| 9     | Grã-Bretanha    |                 | 1                |                   | 1  |
| 9     | Taipé Chinesa   |                 | 1                |                   | 1  |
| 11    | Hungria         | 1               |                  | 2                 | 2  |
| 12    | Azerbaijão      |                 |                  | 1                 | 1  |
| 12    | Coreia do Sul   |                 |                  | 1                 | 1  |
| 12    | Uzbequistão     |                 |                  | 1                 | 1  |
| TOTAL | TOTAL           | 12              | 13               | 11                | 36 |